# Eriksöre, Torslunda distrikt
Eriksöre är en bebyggelse i Torslunda socken i Mörbylånga kommun i Kalmar län, belägen på västra Öland. SCB avgränsar här från 2023 en småort.